# F1関係者の一覧
F1関係者の一覧は、フォーミュラ1(F1)に携わる人々のうち、ドライバー以外の一覧。

## FIA関係者
- モハメド・ビン・スライエム - 国際自動車連盟(FIA)会長。元UAEチャンピオンラリードライバー
- ナタリー・ロビン - FIA最高経営責任者(CEO)。元ボルボ・カーズCEO
- カルメロ・サンズ・デ・バロス - FIA副会長
- シャイラ・アン・ラオ - FIAエグゼクティブディレクター。弁護士。元トト・ヴォルフ特別顧問
- ロバート・リード - FIAスポーツ担当会長
- アブドゥラ・アル・ハリファ - FIAスポーツ担当副会長 (中東担当)
- ロドリゴ・フェレイラ・ロシャ - FIAスポーツ担当副会長 (アフリカ担当)
- ダニエル・コーエン - FIAスポーツ担当副会長 (北アメリカ担当)
- ファビアナ・エクレストン - FIAスポーツ担当副会長 (南アメリカ担当)
- リー・ルンニエン - FIAスポーツ担当副会長 (アジア・パシフィック担当)
- アンナ・ノルドクヴィスト - FIAスポーツ担当副会長 (ヨーロッパ担当)
- マヌエル・アビノ - FIAスポーツ担当副会長 (ヨーロッパ担当)
- ティム・シェアマン - FIAモビリティ担当会長
- ニコラス・トンバジス - シングルシーターレーシング担当ディレクター。元フェラーリ、マクラーレン、ベネトンマシンディレクター
- スティーブ・ニールセン - スポーティングディレクター。元ウィリアムズ、ルノースポーティングディレクター
- ティム・ゴス - シングルシーター技術ディレクター。元マクラーレンテクニカルディレクター
- ベルント・マイレンダー - セーフティカードライバー。レーシングドライバー
- ピーター・ティベッツ - FIA燃料アナリスト。セーフティカーコ・ドライバー
- アラン・ファン・デル・メルウェ - メディカルカードライバー
- イアン・ロバーツ - FIA認定医学博士。メディカルカーに搭乗。
- ニールス・ウィティヒ - FIAレースディレクター
- エドゥアルド・フレイタス - FIAレースディレクター

## F1グループ関係者
- ステファノ・ドメニカリ - F1グループ会長兼CEO。元スクーデリア・フェラーリチーム代表。ランボルギーニ社CEO
- フラビオ・ブリアトーレ - F1グループアンバサダー。元ルノーF1チーム代表
- パット・シモンズ - F1最高技術責任者。元ウィリアムズ最高技術責任者、マルシャF1チームテクニカルディレクター、ミハエル・シューマッハレースエンジニア

## チーム関係者
（各チーム所属役員2023年)

### フェラーリ
- ジョン・エルカーン - エクソール社会長兼CEO、フェラーリ社会長
- ベネデット・ヴィーニャ - フェラーリ社CEO
- ピエロ・ラルディ・フェラーリ - フェラーリ社副会長/副社長
- フレデリック・バスール - スクーデリア・フェラーリチーム代表兼GM。元アルファロメオ、ザウバー、ルノーチーム代表
- ロリー・バーン - 開発アドバイザー
- リカルド・アダミ - カルロス・サインツ担当エンジニア。元セバスチャン・ベッテル担当エンジニア
- ロイック・ビゴワ - チーフエアロダイナミシスト
- エンリコ・カルディール - テクニカルディレクター (シャーシ部門責任者)
- エンリコ・グアルティエリ - テクニカルディレクター (パワーユニット部門責任者)
- ジョック・クリア - シャルル・ルクレール担当ドライバーコーチ。元ルイス・ハミルトン、ミハエル・シューマッハ、ニコ・ロズベルグ等担当エンジニア。
- ディエゴ・トンディ - エアロダイナミクスディレクター
- ディエゴ・イオーバーノ - チーフエンジニア兼車両オペレーション
- ザビエル・マルコス・ペドロス - シャルル・ルクレール担当エンジニア。
- ローラン・メキース - チーム代表補佐兼レースディレクター (トラック部門責任者)
- ファビオ・モンテッキ -シャーシプロジェクトチーフエンジニア
- エンリコ・ラッカ - テクニカルディレクター (サプライチェーン兼製造過程部門責任者)
- ラビン・ジェイン - レースストラテジスト
- イニャキ・ルエダ - 元ストラテジーディレクター
- デビッド・サンチェス - 車両コンセプトチーフエンジニア
- マッテオ・トグニナリ - トラックエンジニアリング責任者
- カルロス・オノロ - カルロス・サインツ担当マネージャー

### マクラーレン
- ミカ・ハッキネン - アドバイザー。元F1ドライバー
- ザク・ブラウン - マクラーレン・レーシングCEO
- アンドレア・ステラ - マクラーレンF1チーム代表。元レーシングディレクター兼プロダクションディレクター、元ミハエル・シューマッハ、キミ・ライコネン、フェルナンド・アロンソ担当エンジニア
- ジェームス・キー - レーシングディレクター兼プロダクションディレクター兼テクニカルディレクター。元ジョーダン、MF1レーシング/スパイカー・カーズ、トロ・ロッソ技術コーディネーター/テクニカルディレクター
- ピアーズ・シン - 最高技術責任者オペレーション
- ニール・オートレイ - デザイン兼開発ディレクター
- ピーター・プロドロモウ - エアロダイナミクス部門チーフエンジニア
- 今井弘 - ディレクターレースエンジニアリング
- トム・スタラード - 元ダニエル・リカルドレースエンジニア
- ベン・ワトキンス - テクニカルディレクター
- ミッチェル・クマー - エアロダイナミクスディレクター
- クリストファー・ヘイズ - 元ダニエル・リカルド担当エンジニア
- ジェイソン・プライアー - ランド・ノリス担当エンジニア
- マーク・ウェバー - オスカー・ピアストリ担当マネージャー。元F1ドライバー

### ウィリアムズ
- ジェームス・ボウルズ - ウィリアムズチーム代表。元メルセデスチーフストラテジスト
- マシュー・サベージ - ウィリアムズ・グランプリ・ホールディングス会長兼ドリルトン・キャピタル社会長
- ジェームズ・マシューズ - ウィリアムズ・グランプリ・ホールディングス取締役
- ジェンソン・バトン - シニアアドバイザー。元F1ドライバー
- カルン・チャンドック - シニアアドバイザー。元F1ドライバー
- スヴェン・スミーツ - スポーティングディレクター
- デイヴ・ロブソン - 車両性能技術者
- ウィリー・ランプ - テクニカルコンサルタント。元ザウバーテクニカルディレクター
- デビッド・ウィーター - エアロダイナミクスディレクター
- ガエタン・ジェゴ - アレクサンダー・アルボン担当エンジニア
- ジェームズ・アーウィン - 元ニコラス・ラティフィ、ジョージ・ラッセル担当エンジニア

### メルセデス
- トト・ヴォルフ - メルセデス・ベンツ・グループ社CEO兼メルセデスAMG F1チーム代表
- マーカス・シェーファー - メルセデス・ベンツ・グループ社監査役会会長兼取締役
- ジェイムズ・アリソン - チーフテクニカルオフィサー
- ピーター・ボニントン - ルイス・ハミルトン担当エンジニア。元ミハエル・シューマッハ担当エンジニア
- マイク・エリオット - テクニカルディレクター
- ロン・メドウズ - スポーティングディレクター
- ジャロッド・マーフィー - エアロダイナミクスディレクター
- ジョン・オーウェン - チーフデザイナー
- ロイック・セラ - パフォーマンスディレクター
- アンドリュー・ジョブリン - トラックサイドエンジニアリングディレクター
- ジェフ・ウィリス - コマーシャルエンジニアリングディレクター。元レッドブルテクニカルディレクター。HRT F1テクニカルディレクター
- マーカス・ダドリー - ジョージ・ラッセル担当エンジニア。元パフォーマンスエンジニア
- リカルド・ムスコーニ - レースエンジニア。元ジョージ・ラッセル担当エンジニア
- アンジェラ・カレン - ルイス・ハミルトン担当フィジオ

### レッドブル
- ヘルムート・マルコ - レッドブルアドバイザー兼ドライバー開発プログラム責任者。元ドライバー
- オリバー・ミンツラフ - レッドブルCEO
- クリスチャン・ホーナー - レッドブルチーム代表
- エイドリアン・ニューウェイ - 最高技術責任者
- ヒュー・バード - セルジオ・ペレス担当エンジニア。元マックス・フェルスタッペンパフォーマンスエンジニア
- ジャンピエロ・ランビアーゼ - マックス・フェルスタッペン担当エンジニア。元ジャンカルロ・フィジケラ、ヴィタントニオ・リウッツィ担当エンジニア
- ロブ・マーシャル - チーフエンジニアリングオフィサー
- ポール・モナハン - チーフエンジニア
- ベン・ホジキンソン - レッドブル・パワートレインズ担当責任者
- サイモン・レニー - シュミレーションエンジニアリンググループリーダー。元アレクサンダー・アルボン担当エンジニア
- ギヨーム・ロクラン - ドライバーアカデミー責任者。元レースエンジニアリング責任者。セバスチャン・ベッテル担当エンジニア
- ハンナ・シュミッツ - チーフストラテジスト
- ピエール・ワシェ - テクニカルディレクター
- ベン・ウォーターハウス - パフォーマンスエンジニアリング責任者
- ジョナサン・ウィートリー - スポーツディレクター
- エンリコ・バルボ - エアロダイナミクスディレクター、フォンドテックエアロダイナミシスト

### ハース
- ジーン・ハース - ハースチームオーナー
- ギュンター・シュタイナー - ハースチーム代表。元ジャガー・レーシングマネージングディレクター。レッドブルテクニカルオペレーションディレクター
- ベン・アガザンジェロウ - チーフエアロダイナミシスト
- ピーター・クロラ - トラックサイドオペレーションマネージャー
- アダム・ジェイコブス - チーフマーケティングオフィサー
- 小松礼雄 - トラックサイドエンジニアリングディレクター
- シモーネ・レスタ - テクニカルディレクター。元スクーデリア・フェラーリシニアデザインエンジニア兼R&D部門長兼副チーフデザインディレクター。チーフデザイナー
- ロブ・テイラー - チーフデザイナー
- アロン・メルビン - エアロダイナミクスディレクター
- ドミニク・ヘインズ - ケビン・マグヌッセン担当エンジニア
- ゲイリー・ギャノン - 元ミック・シューマッハ担当エンジニア

### アルファロメオ
- アンドレアス・ザイドル - ザウバー・モータースポーツCEO。元マクラーレンF1チーム代表
- アレッサンドロ・アルニ・ブラビ - アルファロメオチーム代表。元ザウバー・グループマネージングディレクター
- フィン・ラウジング - ザウバー・モータースポーツ会長
- ルース・バスクーム - レースストラテジスト。元スクーデリア・フェラーリレースストラテジスト。ハース戦略エンジニア
- ヤン・モンショー - テクニカルディレクター
- セビ・プホラル - トラックサイドエンジニアリング責任者
- ビート・ツェンダー - スポーティングディレクター
- アレッサンドロ・チネリ - エアロダイナミクスディレクター
- アレックス・チャン - バルテリ・ボッタス担当エンジニア
- イェルン・ベッカー - 周冠宇担当エンジニア

### アルファタウリ
- ヘルムート・マルコ - レッドブルアドバイザー兼ドライバー開発プログラム責任者。元ドライバー
- フランツ・トスト - アルファタウリチーム代表。元トロ・ロッソチーム代表
- ジョナサン・エドルズ - トラックサイドエンジニアリング責任者。元トロ・ロッソトラックサイドエンジニアリング責任者
- ジョディ・エギントン - テクニカルディレクター。元ジャンカルロ・フィジケラ、山本左近、クリスチャン・アルバース担当エンジニア
- グラハム・ワトソン - チームマネージャー
- ディコン・バルムフォース - エアロダイナミクスディレクター
- ピエール・ハムリン - ダニエル・リカルド担当エンジニア、元ピエール・ガスリー、ニック・デ・フリース担当エンジニア
- マッティア・スピニ - 角田裕毅担当エンジニア

### アルピーヌ
- ローラン・ロッシ - アルピーヌ社兼アルピーヌF1CEO
- オトマー・サフナウアー - アルピーヌF1チーム代表。元アストンマーティン、レーシング・ポイント、フォース・インディアチーム代表
- ブルーノ・ファミン - エグゼクティブディレクター
- ディルク・デ・ビアー - エアロダイナミクスディレクター
- ダビデ・ブリビオ - レーシングディレクター。元スズキ・MotoGPチームマネージャー
- クリス・ダイアー - 車両パフォーマンスグループ責任者。元ミハエル・シューマッハ、キミ・ライコネン担当エンジニア
- パット・フライ - テクニカルディレクター
- マット・ハーマン - テクニカルディレクター
- アラン・パーマン - スポーティングディレクター
- シアロン・ピルビーム - チーフレースエンジニア。元佐藤琢磨、マーク・ウェバー、クリスチャン・クリエンレースエンジニア
- ロブ・ホワイト - オペレーションディレクター
- カレル・ロース - 元フェルナンド・アロンソ担当エンジニア
- ジョシュ・ペケット - エステバン・オコン担当エンジニア

### アストンマーティン
- ローレンス・ストロール - アストンマーティン社会長。ランス・ストロールの父親
- マーティン・ウィットマーシュ - アストンマーティン・パフォーマンス・テクノロジーズグループCEO。元マクラーレン社CEO
- マイク・クラック - アストンマーティンF1チーム代表
- バーナデット・コリンズ - 戦略エンジニア
- ダン・ファロウズ - テクニカルディレクター。元レッドブルエアロダイナミクス責任者
- エリック・ブランディン - 副テクニカルディレクター。元メルセデスF1空力責任者、フェラーリ空力チームリーダー
- ルカ・フルバット - エンジニアリングディレクター
- 羽下晃生 - デザインディレクター。元フォース・インディアシャシープロジェクトリーダー
- トム・マッカロー - パフォーマンスディレクター
- アンディ・スティーブンソン - スポーティングディレクター
- イアン・グレイグ - エアロダイナミクスディレクター
- クリス・クローニン - フェルナンド・アロンソ担当エンジニア、元セバスチャン・ベッテル担当エンジニア
- ベン・ミシェル - ランス・ストロール担当エンジニア
- ペドロ・デ・ラ・ロサ - チームアンバサダー兼ドライバー開発プログラムコンサルタント。元F1ドライバー

## タイヤ関係者
- ポール・ヘンベリー - ピレリモータースポーツディレクター

## 元関係者

### 1950年代〜
- エンツォ・フェラーリ - フェラーリ創業者、スクーデリア・フェラーリ創設者
- ウォルター・ハッサン - コヴェントリー・クライマックス/ジャガー エンジン開発者
- コーリン・チャップマン - ロータス創設者
- アウレリオ・ランプレディ - スクーデリア・フェラーリのエンジンエンジニア
- ジョアッキーノ・コロンボ - アルファロメオ/スクーデリア・フェラーリ エンジンエンジニア。戦前期から活躍
- アルフレート・ノイバウアー - メルセデス・ベンツF1チーム監督。戦前期から活躍
- ヴィットリオ・ヤーノ - カーエンジニア。20年代から活躍。アルファロメオ/スクーデリア・フェラーリ、ランチアで活躍
- ジョン・クーパー - レースカーエンジニアでクーパー・カー・カンパニーの共同創設者
- ルドルフ・ウーレンハウト - カーエンジニア/デザイナーで戦前期からメルセデス・ベンツのF1マシン製作で活躍した

### 1960年代〜
- ブルース・マクラーレン - マクラーレン創設者。チームオーナー。レーシングドライバー
- 本田宗一郎 - ホンダ（本田技研工業）創業者、ホンダF1創設者
- 中村良夫 - 第1期ホンダF1監督（断続的）
- 佐野彰一 - 第1期ホンダF1のシャシー設計など
- 川本信彦 - 第1期ホンダF1、第2期初期のエンジン開発責任者。ホンダ社長として第2期の休止と第3期参戦を発表。ホンダ・元社長
- 入交昭一郎 - エンジン設計者。ホンダ・元副社長
- ジャック・ブラバム - ブラバム/ジャッド創設者。チームオーナー。レーシングドライバー
- テディ・メイヤー - 元マクラーレン代表
- ロン・デニス - 元マクラーレンチームオーナー/マクラーレングループ会長兼エグゼクティブチェアマンCEO。クーパー&ブラバム パーソナル・メカニック
- マウロ・フォルギエリ - デザイナー。1990年代初めにかけ活躍
- カルロ・キティ - デザイナー。モトーリ・モデルニ開発者
- エリック・ブロードレイ - ローラ・カーズ設立者。
- レッグ・パーネル - ヨーマン・レーシング設立者。
- キース・ダックワース / マイク・コスティン - コスワースの設立者。
- ジェラール・ドゥカルージュ - デザイナーとしてマトラ・スポール、リジェ、アルファロメオ、ロータス、ラルースなどで2000年代まで活躍
- ジョヴァンニ・ヴォルピ - レーシング・マネージャーでアウトモビリ・トゥーリズモ・エ・スポルト (ATS) に対して資金提供

### 1970年代〜
- フランク・ウイリアムズ - ウィリアムズF1創設者。チームオーナー。マネージングディレクター
- パトリック・ヘッド - ウィリアムズF1元テクニカルディレクター
- テディ・イップ - セオドールチームのオーナーで東南アジアの大富豪
- ゴードン・マレー - デザイナー。1990年代初めにかけ活躍
- ハーベイ・ポスルスウェイト - デザイナー。1990年代末まで活躍
- ピーター・ウォー - ロータス・チームマネージャーなど
- ジャン・マリー・バレストル - FISA元会長（1979年 - 1991年）、FIA元会長（1986年 - 1993年）
- ギ・リジェ - リジェ創設者でチームオーナー
- トニー・サウスゲート - デザイナー。
- ドン・ニコルズ - シャドウ・レーシング・カーズ創設者
- ピーター・ライト - デザイナー。
- ダニエル・オーデット - 元フェラーリチーム代表、元スーパーアグリ・マネージングディレクター
- ウォルター・ウルフ - ウォルター・ウルフ・レーシング創始者・チームオーナー。
- ケン・ティレル - マトラF1チーム監督/ティレル創設者でチームオーナー
- デレック・ガードナー - デザイナー。
- マックス・モズレー - FIA元会長。マーチ・エンジニアリング創設者
- フランコ・アンブロジオ - アロウズ創設者
- アラン・リーズ - アロウズ創設者
- ジャッキー・オリバー - アロウズ創設者
- デイブ・ウォス - アロウズ創設者
- グラハム・ヒル - エンバシー・ヒル創設者、オーナードライバー
- ウィルソン・フィッティパルディ - 1974年から1982年にかけ存在したF1チームフィッティパルディ（コパスカー）のオーナーで元レーサー。
- ジョン・サーティース - F1チームサーティースを立ち上げオーナードライバーとしても参戦
- フランク・ダーニー - 空力のスペシャリスト。ウィリアムズ、ロータス、リジェ、アロウズ、ローラでテクニカル・ディレクターやトヨタF1でシニアアドバイザーなど
- 三村建治 - レーシングカーの設計者（デザイナー）として活動し、マキF1チームを組織

### 1980年代〜
- ジョン・バーナード - デザイナー。1990年代末まで活躍
- グスタフ・ブルナー - デザイナー。2000年代中盤にかけ活躍
- アンリ・デュラン - デザイナー。2000年代初めにかけ活躍
- ブライアン・ハート - エンジンコンストラクターのブライアン・ハート・リミテッド創設者
- ハイニ・マーダー - BMWやDFR、メガトロン、イルモア・エンジンのチューニングエンジニア
- エリッヒ・ザコウスキー - ザクスピードオーナー
- 桜井淑敏 - 第2期ホンダF1の総監督（エンジン開発責任者）
- 後藤治 - 第2期ホンダF1の総監督（エンジン開発責任者）。1990年代から2000年代にかけザウバーのエンジン開発責任者
- 赤城明 - レイトンハウスF1オーナー
- ジャンカルロ・ミナルディ - ミナルディ創設者
- ジュゼッペ・ルッキーニ - BMSスクーデリア・イタリア創設者チームオーナー
- ジャンパオロ・ダラーラ - ダラーラ創設者。BMSスクーデリア・イタリアへのシャーシー供給 ザウバー・ヘッド・オブ・トラックエンジニア
- ジェラール・ラルース - 元フェラーリ監督/ラルース (F1チーム) 創設者チームオーナー
- 伊東和夫 - エスポ・ラルースチームオーナー
- ジョン・ジャッド - ジャッド創設者
- ウォルター・ブルン - ユーロブルン共同チームオーナー
- ジャン・ピエール・ヴァン・ロッセム - オニクス・グランプリチームオーナー
- ギャビン・フィッシャー - デザイナー。1997年から2005年にかけウィリアムズでチーフデザイナーを務めた
- カール・ハース - チーム・ハースオーナー
- テッド・トールマン - トールマン創設者。
- ハンス・メツガー - TAGポルシェ開発者
- マンスール・オジェ - テクニーク・ダバンギャルド会長/TAG Turbo Engines（TAGポルシェ）創設者　元マクラーレンチーム共同オーナー
- アラン・ジェンキンス - フォーミュラ1チームのオニクス、アロウズ、スチュワート、プロストでチーフデザイナーやテクニカルディレクター。F1は2000年まで活躍
- ギュンター・シュミット - ATSレーシングおよびリアル・レーシング創設者でチームオーナー
- クリス・マーフィー - シャーシエンジニア。ザクスピード、マーチ、ロータスでデザイナー・エンジニア、ラルースローラでレースデザイナーとチーフデザイナー
- ジャコモ・カリーリ - カーレースエンジニアであり、ミナルディチームの初代テクニカルディレクター（技術監督）
- スティーブ・ニコルズ - 自動車エンジニア。2000年代までマクラーレン、フェラーリ、ジョーダン、ジャガーなどのチームでF1マシンの開発に従事
- セルジオ・リンランド - エンジニアでF1チームRAM からウィリアムズ、ブラバム、ダラーラを経てアスタウト設立。その後もベネトン、ザウバー、アロウズなど
- ニック・ワース - 空力技術者。マーチを経て共同でシムテック・リサーチを設立ののちシムテック・グランプリを新たに設立し創業者兼オーナー。またテクニカルディレクターをベネトンF1などで。
- ランベルト・レオーニ - ライフ（ファーストレーシング）マシン製作。元レーサー。
- エルネスト・ヴィータ - ライフオーナー。

### 1990年代〜
- パトリック・フォール - 元ルノー・スポール社長。ルノーモータースポーツ部門責任者
- エディ・ジョーダン - ジョーダン・グランプリ創設者
- フラビオ・ブリアトーレ - 元ベネトン・フォーミュラ、ルノーF1のチーム代表、ミナルディの元オーナー。
- ゲイリー・アンダーソン - デザイナー。ジョーダン、ジャガー・レーシングで活躍
- ペーター・ザウバー - ザウバー・モータースポーツAG創設者, チームオーナー、ザウバーグループ理事会会長
- レオ・レス - 元ザウバーのデザイナー
- エイドリアン・レイナード - レイナード代表。B・A・R設立に参加
- ニキ・ラウダ - フェラーリ・アドバイザー。ジャガー・レーシング・チーム代表。元レーシングドライバー。
- アラン・プロスト - プロスト・グランプリ創設者でチーム代表。元レーシングドライバー。
- ゲルハルト・ベルガー - BMWアドバイザー/ディレクター。スクーデリア・トロ・ロッソ共同オーナー。レッドブルアドバイザー、国際自動車連盟シングルシーター委員会委員長。元レーシングドライバー。
- トム・ウォーキンショー - アロウズ（トム・ウォーキンショー・レーシング）チーム代表
- ガブルエル・トレドッツィ - デザイナー、エンジニア。1990年代～2000年代中盤までミナルディでテクニカルディレクターを勤める
- 本田博俊 - 無限ホンダ創設者。
- 安川ひろし - ブリヂストン・モータースポーツ推進室長
- マリオ・イリエン / ポール・モーガン - イルモアの設立者。
- ロビン・ハード - フォンドメタル・フォメットF1デザイナー
- ガブリエーレ・ルミ - フォンドメタル創設者
- アンドレ・デ・コルタンツ - レーシングカーデザイナー。トヨタF1TF101、ペスカロロ・スポールのテクニカルディレクター等2000年代まで活躍
- クレイグ・ポロック - ブリティッシュ・アメリカン・レーシング (BAR) チーム代表。P.U.R.E.社代表　ジャック・ヴィルヌーヴのマネージャーもつとめた
- ジャッキー・スチュワート - フォードワークスのスチュワート・グランプリ設立者。元レーサー
- ポール・スチュワート - スチュワートグランプリ共同設立者でオーナードライバー
- チェーザレ・フィオリオ - レーシングチームマネージャーでF1ではフェラーリ、リジェ、フォルティ、プロスト・グランプリ、ミナルディでスポーティングディレクターを務めた
- クラウディオ・ロンバルディ - 元スクーデリア･フェラーリ監督
- パオロ・マルティネッリ - 2006年までスクーデリア・フェラーリのテクニカルディレクター（エンジン部門）
- マックス・ウェルティ - チームマネージャーでF1ではポルシェF1プロジェクトマネージャー、ザウバーのマネージングディレクターなど
- ルカ・マルモリーニ - スクーデリア・フェラーリ、2000年代からトヨタF1のエンジン・エレクトロニクス部門責任者を務めた
- 林みのる - 童夢創設者。1996年には無限エンジンを搭載するテスト用F1マシン、F105を発表

### 2000年代〜
- ピエール・デュパスキエ - ミシュラン・モータースポーツ部門責任者
- アラン・ダサス ‐ 元ルノー・スポール社長。ルノーモータースポーツ部門責任者
- ポール・ストッダート - ミナルディ・チーム代表
- 冨田務 - 元トヨタF1チーム代表。TMG会長
- ボビー・レイホール - ジャガー・チーム代表、元レーシングドライバー
- アントニア・テルッツィ - 元フェラーリ、ウィリアムズのエアロダイナミシスト。
- ウィリー・ランプ - 元ザウバーのテクニカルディレクター。
- アレックス・シュナイダー - MF1レーシングチームオーナー
- ナイジェル・ステップニー - 元フェラーリスタッフ（非エンジニア）
- シリル・アビテブール - 元ルノーチームマネージャー。
- 鈴木亜久里 - スーパーアグリF1チーム創設者、チーム代表、元F1ドライバー
- ピーター・マックール - 元スーパーアグリ・チーフデザイナー、レイナード、マクラーレンの外注設計者
- オベ・アンダーソン - トヨタF1の初代チーム代表、元TMG相談役。元ラリードライバー
- ディノ・トソ - 元ルノーチーフエアロダイナミシスト、元CFD責任者
- ジル・ド・フェラン - 元ホンダスポーティングディレクター
- コリン・コレス - 元ミッドランド、スパイカー、フォース・インディアチーム代表兼マネージングディレクター、HRT F1初代チーム代表。歯科医師
- ジョン・ゲイノー / エンリケ・スカラブローニ - アジアテック（アジア・モーター・テクノロジーズ・フランス）創設者
- ジェラール・ロペス - ロータス・チームオーナー。ジニー・キャピタル代表。
- エリック・ブーリエ - ロータス・チーム代表
- ジェームス・アリソン - ロータス・テクニカルディレクター
- モニシャ・カルテンボーン - ザウバー・チーム代表
- ブルクハルト・ゲッシェル - ザウバー・シニアアドバイザー
- ピート・ツェンダー - ザウバー・レースチームマネージャー
- オッシ・オイカリネン - ザウバー・テストチームマネージャー
- ウォルター・リードル - ザウバー・シャシーテクニカルディレクター
- マーカス・デュースマン - ザウバー・エンジンテクニカルディレクター
- チャーリー・クリストフ・ジマーマン - ザウバー・チーフデザイナー
- ウィレム・トート - ザウバー・チーフエアロダイナミシスト
- マリアーノ・アルペリン・ブルベラ - ザウバー・エアロダイナミシスト
- ビジェイ・マリヤ - フォース・インディア・共同オーナー兼チーム代表
- ミッシェル・モル - フォース・インディア・共同オーナー
- ジャン・モル - フォース・インディア・共同オーナー
- ロバート・ファーンリー - フォース・インディアディレクター。ビジェイ・マリヤチーム代表を補佐
- サイモン・ロバート - フォース・インディアCEO兼チーフオペレーティングオフィサー
- マンフレッディ・ラベット - フォース・インディア・スポーティングディレクター
- アンディ・スティーブンソン - フォース・インディア・チームマネージャー
- ビクラム・マルホトラ - フォース・インディア・マーケティングディレクター
- イアン・フィリップス - フォース・インディア・コマーシャルディレクター
- サイモン・フィリップ - フォース・インディア・チーフエアロダイナミシスト
- イアン・ホール - フォース・インディア・09'シャシープロジェクトリーダー
- サイモン・シンキンズ - フォース・インディア・プロダクトディレクター
- ロブ・テイラー - フォース・インディア・プロダクトデザイナー
- マイク・ロエ - フォース・インディア・エレクトロニクスディレクター
- ドミニク・ハーロウ - フォース・インディア・レース＆テストチーフエンジニア
- ジャンフランコ・ファントッツィ - トロ・ロッソ・ゼネラルマネージャー
- ジョルジオ・アスカネッリ - トロ・ロッソ・テクニカルディレクター
- ニコロ・ペトルッチ - トロ・ロッソ・ヘッドオブエアロダイナミシスト (2008-)
- サンドロ・パリーニ - トロ・ロッソ・テクニカルコーディネーター
- ロバート・テイラー - トロ・ロッソ・チーフデザイナー
- アンディ・ティリー - トロ・ロッソ・シニアエンジニア
- トニー・フェルナンデス - ケータハム・チームオーナー
- リアド・アスマット - ケータハム・チームCEO
- マイク・ガスコイン - ケータハムグループCTO
- マーク・スミス - ケータハム・テクニカルディレクター
- パット・シモンズ - マルシャ技術コンサルタント。元ベネトン、ルノーのエンジニア。
- エイドリアン・カンポス - HRTチーム代表
- クレア・ウィリアムズ - ウィリアムズ・グランプリ・エンジニアリング副代表
- デビッド・リチャーズ - ベネトン・フォーミュラおよびB・A・Rの元チーム代表。
- ニック・フライ - マネージングディレクター。B・A・R、ホンダ、ブラウンGP、メルセデスGPで最高経営責任者（CEO）を歴任
- パスカル・バセロン - トヨタF1のシニア・ゼネラル・マネージャー
- マリオ・タイセン - BMWモータースポーツ部門の元マネージングディレクター。BMWザウバーのチーム代表も務めた
- 中本修平 - ホンダ第3期F1プロジェクト現場監督、HRDレース・テストチーム・マネージャーやテクニカル・ディレクターなど
- 福井威夫 - ホンダ元代表取締役社長。第3期F1参戦の指揮を執った。
- 櫻原一雄 - ホンダF1プロジェクトのエンジン開発から車輛全体の開発統括モータースポーツ開発部門統括
- ジャック・トロペナ - 元メディカルカードライバー。医学博士。レーシングドライバー
- ゲイリー・ハーシュタイン - 元F1医療団代表。医学博士。メディカルカードライバー

### 2010年代〜
- ルイス・ペレス＝サラ - HRT F1チームアドバイザー。2代目チーム代表。
- シド・ワトキンス - F1医療団の元代表。FIAモータースポーツ安全性研究所所長
- ローランド・ブリュインセラード - 元FIA技術委員。元F1オフィシャルスターター
- ルカ・ディ・モンテツェモーロ - フィアット社及びフェラーリ社元会長
- ジョン・イリー - 元スクーデリア・フェラーリチーフエアロダイナミシスト
- クリス・ダイアー - 元スクーデリア・フェラーリトラックエンジニア。元ミハエル・シューマッハ担当エンジニア
- ロブ・スメドリー - 元スクーデリア・フェラーリトラックエンジニア
- マルコ・マティアッチ - 元スクーデリア・フェラーリ代表
- パディ・ロウ - 元マクラーレンF1チームエンジニアリングディレクター。技術部門全体の責任者
- サイモン・レイシー - 元マクラーレンF1チームチーフエアロダイナミシスト。空力部門の責任者
- フィル・ギャラハー - 元マクラーレンF1チームシニアデザインエンジニア
- オーラ・カレーニアス - 元メルセデス-ベンツハイパフォマンスエンジンズ･マネージングディレクター。エンジン開発部門の責任者
- ジョナサン・ニール - 元マクラーレンF1チームマネージングディレクター
- サム・マイケル - 元マクラーレンF1チームスポーティングディレクター。元ウィリアムズのテクニカルディレクター
- デイブ・ライアン - 元マクラーレンF1チームレースチームマネージャー
- インディ・ラール - 元マクラーレンF1チームテストチームマネージャー
- エクレム・サミ - 元マクラーレンF1チームマーケティング･コマーシャルディレクター
- アレックス・バーンズ - 元ウィリアムズCOO
- マイク・コフラン - 元ウィリアムズテクニカルディレクター
- ティム・ニュートン - 元ウィリアムズレースチームマネージャー
- ディッキー・スタンフォード - 元ウィリアムズテストチームマネージャー
- リアム・クロッガー - 元ウィリアムズコマーシャルマネージャー
- スコット・ギャレット - 元ウィリアムズマーケティングディレクター
- ロッド・ネルソン - 元ウィリアムズチーフオペレーションエンジニア。レースチームの責任者。フェルナンド・アロンソの元担当エンジニア
- エド・ウッド - 元ウィリアムズデザインオフィサー
- エルグ・ツァンデル - 元ウィリアムズチーフデザイナー
- ジョン・トムリンソン - 元ウィリアムズチーフエアロダイナミシスト
- アミット・チャクラボーティ - 元ウィリアムズシニアエアロダイナミシスト
- ジョン・ラッセル - 元ウィリアムズシニアシステムエンジニア
- ゲイリー・サベージ - 元ホンダF1・オペレーショナル・ディレクター
- スティーブ・クラーク - 元メルセデスAMG F1ヘッドオブトラックサイドエンジニアリング
- クレイグ・ウィルソン - 元メルセデスAMG F1チーフヴィークルエンジニア
- ヨルグ・ザンダー - 元メルセデスAMG F1サブテクニカルディレクター
- グラハム・ミラー - 元メルセデスAMG F1ウィンドトンネルオペレーションサポートサービスディレクター
- ロイック・ビゴワ - 元メルセデスAMG F1チーフエアロダイナミシスト
- フランソワ・マルチネ - 元メルセデスAMG F1エアロダイナミシスト
- ピーター・コッシュ - 元メルセデスAMG F1シニアエアロダイナミシスト
- ドミニック・スミス - 元メルセデスAMG F1エアロダイナミックデザイングループリーダー
- ヘンリク・ディアマント - 元メルセデスAMG F1ヘッドオブCFD
- ロブ・ルイス - 元TotalSim社 CFDコンサルティングマネージャー（旧アドバンテージCFD社）
- デビッド・フランス - 元メルセデスAMG F1ITディレクター
- トレーシー・ノバック - 元メルセデスAMG F1コミュニケーションマネージャー
- デビッド・バトラー - 元メルセデスAMG F1マーケティングディレクター
- アルド・コスタ - 元メルセデスAMG F1エンジニアディレクターマシン (開発責任者)
- ボブ・ベル - 元メルセデスAMG F1テクニカル・ディレクター
- マーク・スレイド - 元ミハエル・シューマッハ担当エンジニア
- トニ・ロス - 元ニコ・ロズベルグ担当エンジニア
- ダニー・ベイハー - 元レッドブルレーシングディレクター
- ピーター・ブロドロモウ - 元レッドブルチーフエアロダイナミシスト
- アレックス・ヒッチンガー - 元レッドブルアドバンステクノロジーディレクター。レッドブル・テクノロジー所属
- ファブリス・ロム - 元レッドブルプリンシパルエンジニア。ルノーより派遣
- ルカ・デ・メオ - 元ルノーグループCEO
- ジェローム・ストール - 元ルノーチーム社長
- ティム・デンシャム - 元ルノーレースエンジニア及チーフマシンデザイナー。元ロータス、ブラバム、ティレル、ベネトン/ルノー
- ノルベルト・ハウグ - 元メルセデス・ベンツ・モータースポーツディレクター(副社長)。元モータースポーツジャーナリスト
- マーク・ギャラガー - 元コスワース代表
- ジャン＝フランソワ・コーベ - 元ルノーマネージング・ディレクター
- 徳永直紀 - 元ルノーV6ターボエンジン開発責任者。ルノー（ロータス・ルノーGP）副テクニカルディレクター。
- マーク・ハインズ - マルシャF1チームの元ドライバーでマシン開発責任者
- ハービー・ブラッシュ - 元FIAオブザーバー。ブラバム、ヤマハのスポーティング・ディレクター
- トニー・パーネル - 元FIAテクニカルコンサルタント。ジャガー・レーシングチーム代表
- マウリツィオ・アリバベーネ - スクーデリア・フェラーリ元チーム代表
- チャーリー・ホワイティング - 元FIA技術委員
- チェイス・キャリー - 元F1グループ会長兼CEO
- バーニー・エクレストン - 元FIA名誉会長兼取締役会顧問。FOA・FOMCEO

### 2020年代〜
- クレア・ウィリアムズ - 元ウィリアムズチーム副代表
- シリル・アビテブール - 元ルノーF1チーム代表
- サイモン・ロバーツ - 元ウィリアムズマネージングディレクター、臨時チーム代表
- 山本雅史 - ホンダ・モータースポーツ部長、F1担当マネージングディレクター
- 田辺豊治 - ホンダF1モータースポーツテクニカルディレクター。1990年代からエンジン担当エンジニアで活躍
- ジャン・トッド - 元国際自動車連盟(FIA)会長。元スクーデリア・フェラーリ代表。
- カルロス・グラシア - 元FIA副会長
- マイケル・マシ - 元FIAレースディレクター
- ピーター・バイヤー - 元FIAエグゼクティブディレクター
- マルシン・ブドコウスキー - 元アルピーヌF1エグゼクティブディレクター、アルピーヌF1チーム代表
- ジュリアン・サイモン＝チャウタン - レースエンジニア。元キミ・ライコネン担当エンジニア
- エド・リーガン - 元ケビン・マグヌッセン担当エンジニア
- ディートリヒ・マテシッツ - レッドブル社創設者。レッドブル及びアルファタウリ創設者
- ロス・ブラウン - 元F1グループマネージングディレクター。元メルセデスAMG F1チーム代表
- マッティア・ビノット - 元スクーデリア・フェラーリチーム代表、最高技術責任者
- ヨースト・カピート - 元ウィリアムズCEO兼チーム代表
- フランソワ・グザヴィエ・ドメゾン - 元ウィリアムズテクニカルディレクター
- アンドリュー・グリーン - 元アストンマーティンテクニカルディレクター、レッドブルR＆D責任者
- マット・ビショップ - 元アストンマーティンチーフコミュニケーションオフィサー

## メディア関係者

### イギリス
- マレー・ウォーカー - BBC及びITV・レース実況アナウンサー.
- ジャイムス・アラン - ITVレース実況アナウンサー、ピットレーンリポーター
- マーティン・ブランドル - ITV・解説者、元F1ドライバー
- ベン・エドワーズ - ITV外F1実況コメンテーター
- マット・ビショップ - 『F1レーシング』誌の主任編集者（編集長）元マクラーレン・コミュニケーション・PRマネージャー
- スティーブ・マチェット - F1レーシング誌テクニカル面編集者、コラムニスト
- ピーター・ウィンザー - F1レーシング誌コンサルタント、コラムニスト
- ボブ・コンスタンデュロス - 全グランプリのサーキットコメンテーター
- ナイジェル・ルーバック - フォーミュラ1のレポーター/ライター。2007年からはモータースポーツ誌の編集長

### ドイツ
- カイ・エーベル - RTL(ドイツ)コメンテーター

### イタリア
- ジャンカルロ・マッツォーニ - RAIレース実況アナウンサー
- イヴァン・カペリ - 元F1ドライバー、現RAi解説者
- ジョルジオ・ピオラ - ジャーナリスト、RAIデザイン、テクニカルエキスパート
- マリオ・ポルトネッリ - 1960年〜1994年RAIレース実況アナウンサー

### アメリカ
- ボブ・バーシャ - スピード・チャンネルレース実況アナウンサー
- デビッド・ホッブス - スピード・チャンネル実況アナウンサー、元レーシングドライバー
- スティーブ・マチェット - スピード・チャンネル解説者
- ピーター・ウィンザー - スピード・チャンネル解説者

### オーストリア
- ハインツ・プレーラー - ORF実況アナウンサー、解説者

### 日本
- 今宮純 - 解説者、モータースポーツ・ジャーナリアスト
- 今宮雅子 - モータースポーツジャーナリスト
- 川井一仁 - 解説者、モータースポーツジャーナリスト、元ピットリポーター
- 片山右京 - 解説者、元F1ドライバー、冒険家
- 熊倉重春 - 解説者、モーター・ジャーナリスト
- 森脇基恭 - 解説者、ノバエンジニアリング取締役技術部長、元ホンダエンジニア
- 小倉茂徳 - 解説者、元ホンダF1スタッフ、モータースポーツ・ジャーナリスト
- 近藤真彦 - 解説者、レーシングチームオーナー、レーシングドライバー、歌手、タレント
- 津川哲夫 - モータースポーツジャーナリストで元F1のメカニックとしてベネトンチームなどに在籍。フジテレビのF1中継の解説者他
- 船田力 - 解説者、F1速報編集長、モータースポーツ・ジャーナリスト
- 吉本大樹 - ピットレポーター、レーシングドライバー、歌手
- 浜島裕英 - 解説者、元スクーデリア・フェラーリタイヤマネージメント担当、元ブリヂストン・モータースポーツ・モーターサイクルタイヤ開発本部長

その他のテレビ中継関係者についてはF1グランプリを参照のこと

### ブラジル
- ガルヴァオン・ブエノ - TVグローボ・レース実況アナウンサー
- ルチアーノ・ブルティ - 元F1ドライバー、TVグローボ解説者

## その他の関係者
- ヘルマン・ティルケ - コースデザイナー、建築家
- ウィリー・ウェーバー - ミハエル・シューマッハらの代理人
- ジョン・フーゲンホルツ - 鈴鹿サーキットなど、レースサーキット設計者およびサーキット運営者